# Darryl Jones
Darryl Jones (Chicago, Illinois, Estados Unidos, 11 de diciembre de 1961) también conocido como "The Munch", es un bajista estadounidense reconocido por su trabajo con The Rolling Stones. También ha tocado en bandas con Miles Davis y Sting.

## Carrera musical
Jones nació en Chicago, Illinois. Su padre, baterista, le enseñó a tocar la batería y el xilófono. Cuando Jones vio a un vecino tocar el bajo en un espectáculo de talentos de la escuela, cambió al bajo. Asistió a la Universidad del Sur de Illinois Carbondale.
Comenzó su carrera como músico de estudio en la ciudad de Nueva York, tocando a menudo con Vince Wilburn Jr., el sobrino de Miles Davis. Cuando Wilburn le dijo que su tío buscaba a un bajista, Jones llamó a Davis y salió de gira con él en 1983. Jones participó de las sesiones de los álbumes Decoy (1984) y You're Under Arrest (1985).
En 1985 se hizo miembro de la banda de Sting con Branford Marsalis, Kenny Kirkland y Omar Hakim. Con Sting grabó el álbum The dream of the blue turtles, el álbum en vivo Bring on the Night, y apareció en el documental del mismo nombre sobre la formación y la gira de la banda.
También tocó en la banda de Peter Gabriel durante el tour Human Rights Now! de 1988.
Jones comenzó a tocar con la banda inglesa The Rolling Stones en 1993, cuando el bajista y miembro histórico de la banda Bill Wyman renunciara después de 30 años de participación. Ha viajado con la banda desde entonces y ha participado en las sesiones de grabación de los álbumes Voodoo Lounge (1994), Stripped (1995), Bridges to Babylon (1997), A Bigger Bang (2005) y Blue & Lonesome (2016). Jones, a pesar de tocar habitualmente con la banda, no es un miembro oficial.
Ha colaborado con artistas de jazz como Herbie Hancock, Mike Stern, John Scofield, y Steps Ahead. También colaboró con artistas de pop y rock como Madonna, Eric Clapton y Joan Armatrading.